# Philactinoposthia coneyi
Philactinoposthia coneyi är en plattmaskart som beskrevs av Hooge och Rocha 2006. Philactinoposthia coneyi ingår i släktet Philactinoposthia och familjen Actinoposthiidae. Inga underarter finns listade i Catalogue of Life.